# Просперитет
Просперитет представља стање процвата, напретка, добре судбине и/или успешног социјалног статуса. Иако просперитет често обухвата и богатство, он такође укључује и факторе који су одвојени од богатства на разне начине, као што су срећа и здравље.Такође када кажемо да је држава у просперитету мислимо да је држава у "златном добу".